# Реки Исландии

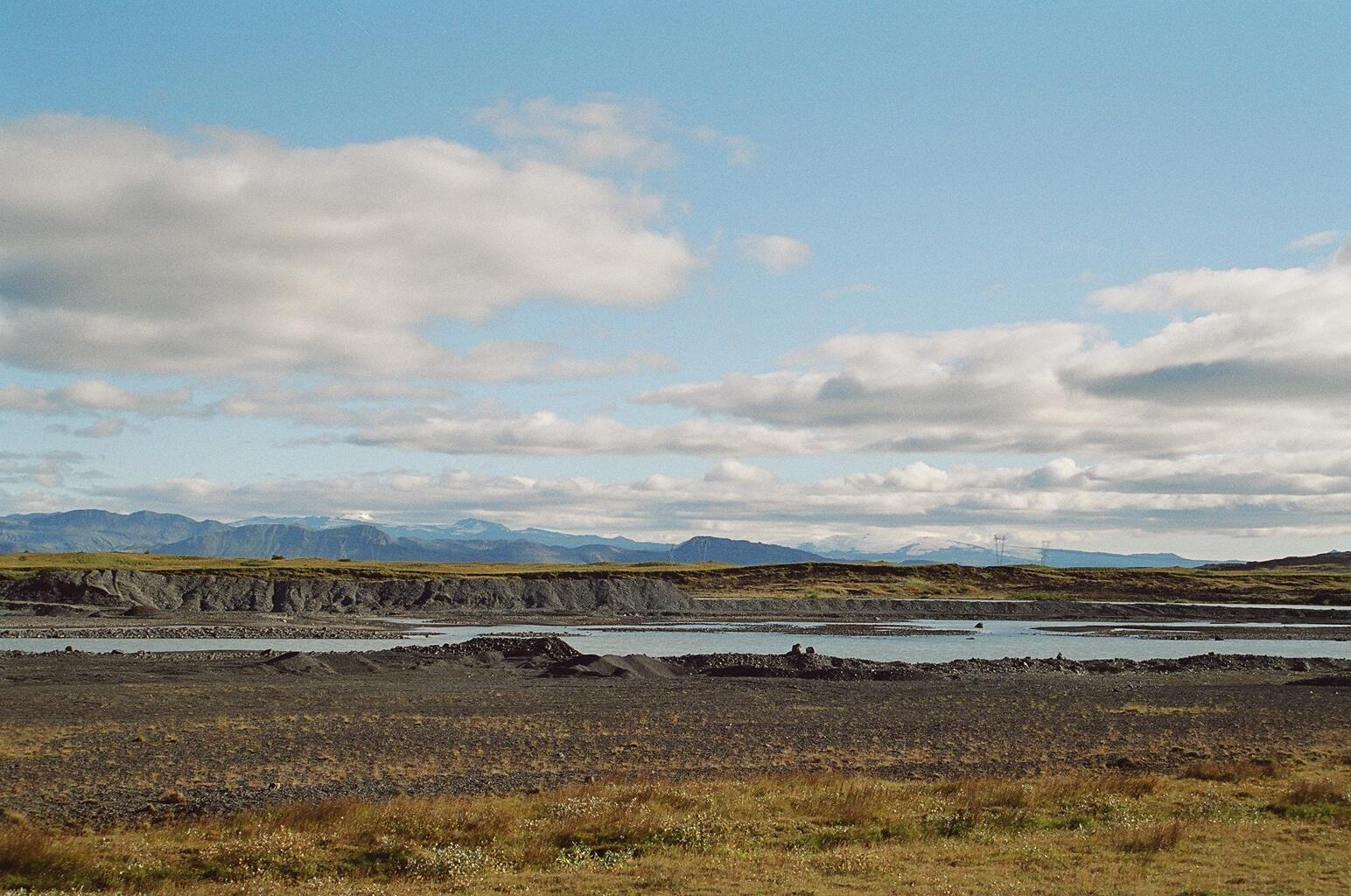
Тьоурсау

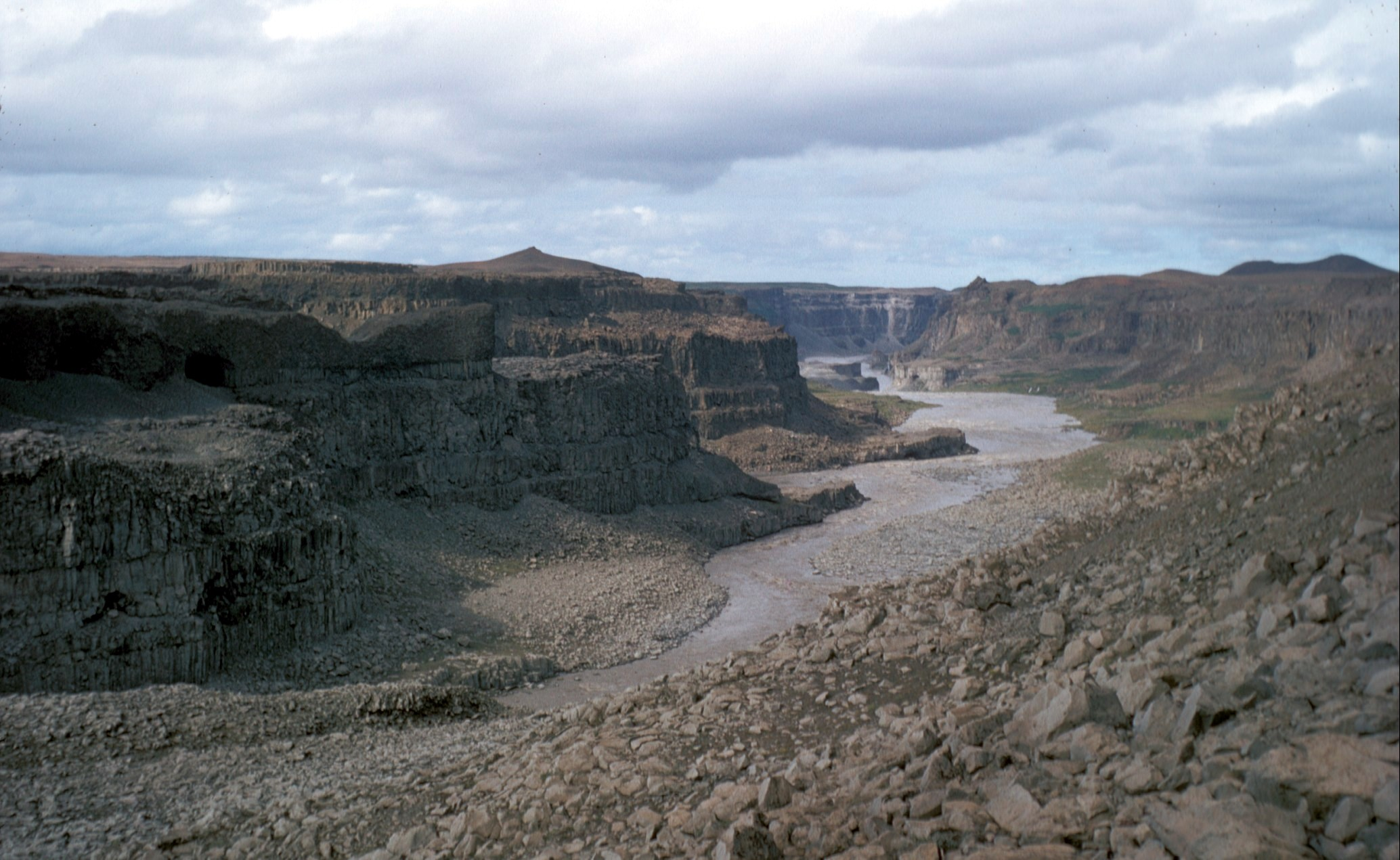
Йёкульсау-ау-Фьёдлум

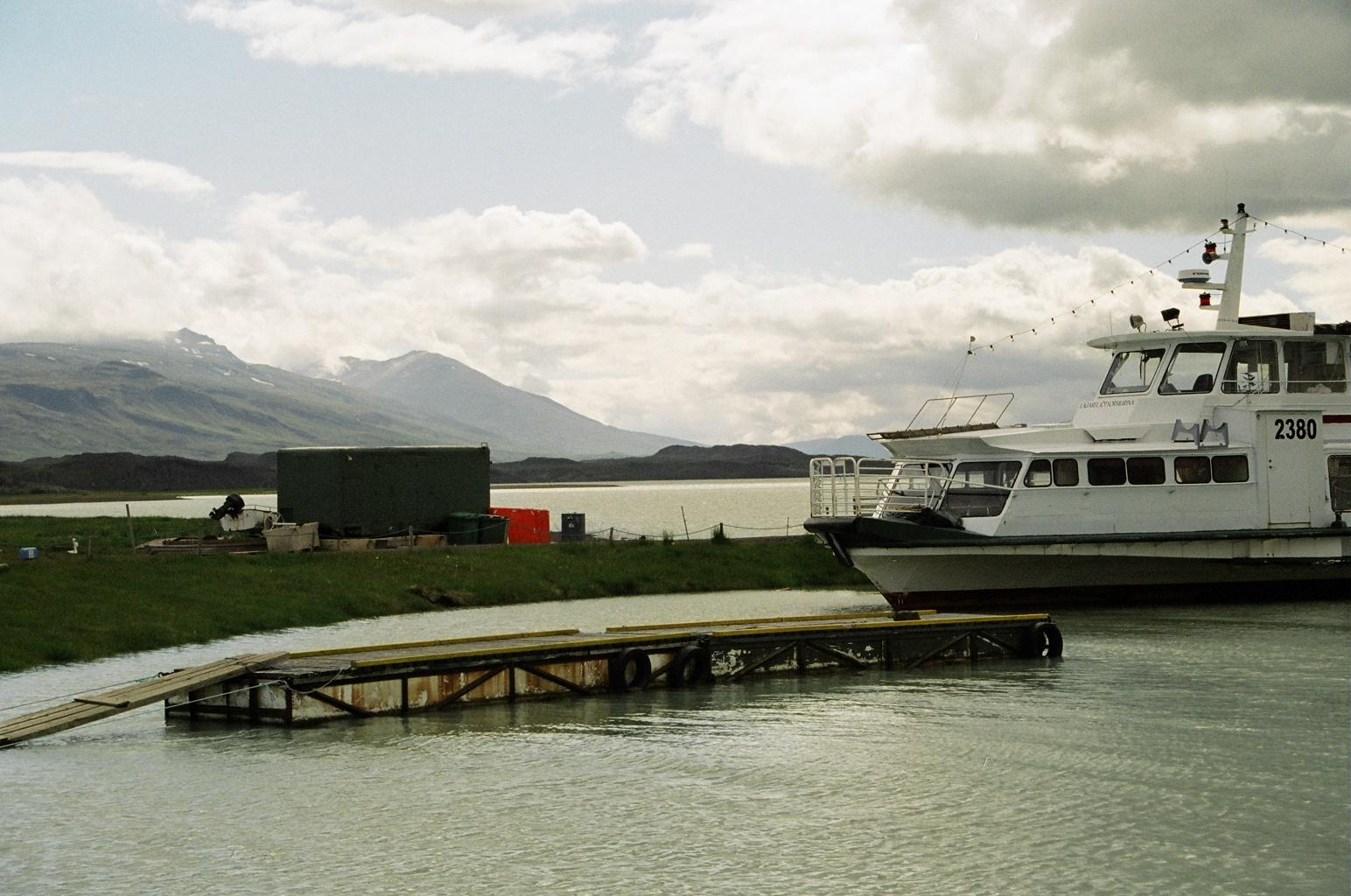
Лагарфльоут

Реки Исландии имеют ряд особенностей, определяемых своеобразием природы острова. Они характеризуются небольшой длиной (до 230 км), порожистостью и стремительностью. Это обуславливает их несудоходность и наличие большого запаса гидроэнергетических ресурсов, которые активно используются. Большинство рек имеет ледниковое питание, максимум стока приходится на лето, во время таяния ледников. Для таких рек нередки наводнения, в том числе весьма сильные, вызванные извержением подлёдных вулканов.
Крупнейшие реки:
- Тьоурсау (230 км)[1]
- Йёкюльсау-ау-Фьёдлюм (206 км)[1]
- Эльфюсау (с Хвитау) (185 км)[1]
- Скьяульвандафльоут (178 км)
- Йёкюльсау-ау-Даль (150 км)
- Лагарфльоут (140 км)[1]
- Хьерадсвётн (130 км)
- Бланда (125 км)
- Итри-Раунгау (Ytri Ranga) и Эйстри-Раунгау (Eystri-Rangá) — одни из самых лучших лососёвых рек в Исландии[2]
- Тверау (Þverá)